# Silesia Antiqua
Silesia Antiqua – polski rocznik naukowy, o tematyce archeologicznej oraz historycznej, wydawany we Wrocławiu od 1959 roku. 
Czasopismo publikuje wyniki badań archeologicznych w formie artykułów oraz komunikatów, doroczne sprawozdania muzeów śląskich, artykuły o ochronie zabytków archeologicznych oraz o historii śląskiej archeologii. 
Na liście czasopism punktowanych przez Ministerstwo Nauki i Szkolnictwa Wyższego w latach 2011-2015 znajdowało się na liście C i miało przyznane 10 punktów. 